# Ménil-Hubert-sur-Orne

Ménil-Hubert-sur-Orne este o comună în departamentul Orne, Franța. În 2009 avea o populație de 403 de locuitori.